# 傑夫·賈維斯
傑夫·賈維斯（英語：Jeff Jarvis，1954年7月15日—），美國記者。曾任《電視指南》與《人物》雜誌的電視評論員，係《娛樂週刊》的創始人，《紐約每日新聞》的週日編輯和副出版人，及《舊金山觀察家報》的專欄撰寫者。

## 外部連結
- 傑夫·賈維斯的X（前Twitter）